# Aeroportul Mayo
Aeroportul Mayo (IATA: YMA, ICAO: CYMA) este un aeroport din Yukon, Canada. Aeroportul a fost tranzitat în 2009 de 0 pasageri.
Situat la o altitudine de 504 m, aeroportul dispune de 1 pistă.

## Infrastructură

### Piste
Aeroportul dispune de o singură pistă. Pista are orientarea 07/25. 